# Paraperipatus ceramensis
Paraperipatus ceramensis är en klomaskart som först beskrevs av Frederick Arthur Godfrey Muir och Kershaw 1909.  Paraperipatus ceramensis ingår i släktet Paraperipatus och familjen Peripatopsidae. Inga underarter finns listade i Catalogue of Life.